# Стари Вујадин
Стари Вујадин је српска епска народна песма.
Песма говори о српским хајдуцима и њиховој борби за ослобођење. У песми су кроз лик старог Вујадина описане карактеристике српских хајдука, њихова самопожртвованост и морал, као и сва суровост хајдучког живота и борба за слободу поробљеног српског народа.
Стари Вујадин је поносан и частан човек који ни у најтежим мукама није издао пријатеље, већ је изабрао јуначку смрт док су га Турци мучили да изда своје јатаке и саборце.
Ова песма је специфична у односу на друге епске народне песме јер у њој нема уобичајеног хронолошког ређања догађаја и детаља везаних за њих, али садржи композицију као и све друге песме.
Песма спада у Српске епске песме и то у Хајдучки и ускочки циклус.
У њој има много стилских фигура као и много старих речи.
У песми је садржана сва суровост хајдучког живота и његов херојски морал: издржати муке, не одати никога.